# 小杉涼花
小杉 涼花（こすぎ すずか、1994年6月25日 - ）は、元静岡エフエム放送（K-mix）のアナウンサー、パーソナリティ。

## 人物・来歴
静岡県浜北市（現・浜松市浜名区）出身。常葉大学附属菊川高等学校、慶応義塾大学法学部政治学科(AO入試で受験)卒業。学生時代にテレビ朝日アスク修了。2017年4月に静岡エフエム放送（K-mix）にアナウンサーとして入社。
2021年3月20日の『PERKY SOUND FLASH』にて、3月27日を最後に静岡エフエム放送を退社することを発表した。同年4月より、東京・丸の内の企業にて広報の仕事に就いている。

## 過去の担当番組
- はなうたサタデー（2017年4月 - 2018年3月）
- Flight2530（2018年1月 - 3月）
- Morning Cafe“Amore”（土曜 28:50 - 29:50 2019年4月 - 2020年3月）
- うご★ラジ（2017年4月 - 2021年3月）
- PERKY SOUND FLASH（2018年4月 - 2021年3月）
- 宮城聰の頭のなか（ナレーション 土曜 19:00 - 19:30 2019年4月 - 2021年3月）
- 小杉涼花のちょっとメモって！（土曜 10:55 - 11:00 2019年10月 - 2021年3月）
- ほめるラジオ（土曜 22:55 - 23:00 2020年4月 - 2021年3月）